# Автономная территория
Автономная территория — часть государства, обладающая определённой степенью самоуправления и самостоятельности в рамках более крупной административной единицы. Такие территории имеют свои собственные законодательные, исполнительные и судебные органы, а также могут регулировать ряд внутренних вопросов, включая образование, здравоохранение и экономическую политику.
| Автономная территория                   | Сюзерен        | Флаг | Статус                         | Столица       | Население (по состоянию на 2023 год) |
| --------------------------------------- | -------------- | ---- | ------------------------------ | ------------- | ------------------------------------ |
| Гренландия                              | Дания          |      | Автономная область             | Нуук          | около 56,000                         |
| Тибет                                   | Китай          |      | Автономный район               | Лхаса         | около 3,000,000                      |
| Каталония                               | Испания        |      | Автономное сообщество          | Барселона     | около 7,500,000                      |
| Кюрасао                                 | Нидерланды     |      | Автономная территория          | Виллемстад    | около 160,000                        |
| Аруба                                   | Нидерланды     |      | Автономная территория          | Ораньестад    | около 106,000                        |
| Пуэрто-Рико                             | США            |      | Неинкорпорированная территория | Сан-Хуан      | около 3,200,000                      |
| Фарерские острова                       | Дания          |      | Автономная область             | Торсхавн      | около 52,000                         |
| Норфолк                                 | Австралия      |      | Невключённая территория        | Кингстон      | около 1,700                          |
| Острова Кука                            | Новая Зеландия |      | Автономная территория          | Аваруа        | около 17,000                         |
| Токелау                                 | Новая Зеландия |      | Автономная территория          | Атафу         | около 1,500                          |
| Гуам                                    | США            |      | Неинкорпорированная территория | Хагатна       | около 168,000                        |
| Американское Самоа                      | США            |      | Неинкорпорированная территория | Паго-Паго     | около 55,000                         |
| Новая Каледония                         | Франция        |      | Специальный статус             | Нумеа         | около 280,000                        |
| Мартиника                               | Франция        |      | Заморский департамент          | Форт-де-Франс | около 370,000                        |
| Реюньон                                 | Франция        |      | Заморский департамент          | Сен-Дени      | около 860,000                        |
| Сен-Бартелеми                           | Франция        |      | Заморская община               | Густавия      | около 10,000                         |
| Сен-Мартен (остров) (французская часть) | Франция        |      | Заморская община               | Маригот       | около 34,000                         |
| Гибралтар                               | Великобритания |      | Заморская территория           | Гибралтар     | около 34,000                         |
| Саба                                    | Нидерланды     |      | Специальный муниципалитет      | Боттом        | около 2,000                          |
| Синт-Эстатиус                           | Нидерланды     |      | Специальный муниципалитет      | Ораньестад    | около 3,000                          |

## Определение и особенности
Автономные территории могут иметь различные формы самоуправления. Они могут быть названы автономными республиками, автономными областями, самоопределяющимися территориями и другими терминами в зависимости от законодательства конкретного государства. Основные характеристики автономных территорий включают:
- Степень самоуправления: Автономные территории обладают правами, позволяющими им управлять своими внутренними делами, однако ключевые аспекты, такие как оборона и внешняя политика, обычно остаются в ведении центрального правительства.
- Культурные права: Часто автономные территории предоставляются особые права на сохранение и развитие своего языка, культуры и традиций.
- Финансовая независимость: В некоторых случаях автономные территории могут иметь собственные бюджеты и возможность взимания налогов, однако финансовая зависимость от центрального правительства может варьироваться.

## Примеры автономных территорий
- Гренландия: Автономная территория Дании, имеющая своё правительство и парламент. Гренландия управляет рядом внутренних дел, включая природные ресурсы и здравоохранение.

- Тибет: Автономный район Китая, предоставляющий определённые права на самоуправление, хотя фактическое управление осуществляется центральными властями.

- Каталония: Автономное сообщество в Испании с высоким уровнем самоуправления. Каталония имеет свой парламент и может принимать законы в различных областях, хотя вопрос о независимости остаётся спорным.

## Правовой статус
Правовой статус автономных территорий варьируется в зависимости от национального законодательства. Во многих странах автономные территории регулируются специальными законами, которые определяют их права и обязанности. Также международные нормы и соглашения могут влиять на статус автономных регионов.

## Заключение
Автономные территории играют важную роль в управлении многонациональными государствами, позволяя различным этническим и культурным группам осуществлять самоуправление и защищать свои интересы. В то же время, отношения между автономными территориями и центральными властями могут быть сложными и требовать постоянного диалога и компромиссов.